# Fuoco liquido
Fuoco liquido (Exclusive Story) è un film statunitense del 1936 diretto da George B. Seitz.